# Emile Heskey
Emile William Ivanhoe Heskey (Leicester, 11 gennaio 1978) è un allenatore di calcio, dirigente sportivo ed ex calciatore inglese, di ruolo attaccante, preparatore offensivo del Macclesfield FC.
Nato a Leicester, Heskey ha iniziato la sua carriera con il Leicester City, facendo il suo debutto in prima squadra nel 1995. Dopo aver vinto la Coppa di Lega nel 1997 e nel 2000, in quest'ultimo anno si è trasferito per 11 milioni di sterline al Liverpool in quello che, al momento, è stato il record di trasferimento pagato dal club; con i reds ha vinto molteplici onori, tra cui la FA Cup e la Coppa UEFA nel 2001. Si è trasferito al Birmingham City nel 2004 e, dopo la loro retrocessione dalla Premier League, ha firmato per il Wigan per una quota record di 5,5 milioni di sterline nel 2006. Ha firmato per l'Aston Villa nel 2009 ed è stato svincolato nel 2012 prima di firmare per il club di A-League Newcastle Jets. Dopo due anni, è tornato in Inghilterra finendo la sua carriera con il club di Championship del Bolton.

## Caratteristiche tecniche
Heskey era un calciatore veloce e forte fisicamente, che non segnava molto ma aiutava la squadra grazie alle sue sponde. Ha impressionato lo staff dell'Inghilterra per la sua versatilità, potendo giocare anche da ala sinistra. È stato spesso criticato dai media per la sua debolezza in fase realizzativa, nonostante contribuisse molto alla fase offensiva della squadra, con i suoi movimenti che lasciavano spazio agli altri attaccanti. È stato anche accusato di disinteressarsi alla fase realizzativa, permettendo ad altri di beneficiare delle sue giocate.
Con l'arrivo di Alex McLeish all'Aston Villa, è stato schierato anche da trequartista.

## Carriera

### Club

#### Esordi
Cresciuto nelle giovanili del Leicester City, è entrato in prima squadra nella stagione 1995-1996 dopo aver esordito in Premier League l'8 marzo 1995 contro il Queens Park Rangers. Con le sue 30 presenze ha contribuito al ritorno del Leicester City in Premier League e nella stessa stagione ha segnato il suo primo gol tra i professionisti contro il Norwich City.
Nella stagione 1996-1997, prima personale in Premier League, Heskey ha segnato 10 reti in 35 partite di campionato e ha conquistato la Coppa di Lega inglese. Nella stagione seguente si è ripetuto con altri 10 gol in 35 partite di Premier League, che gli hanno valso il titolo di capocannoniere della propria squadra, e ha esordito nelle competizioni UEFA per club contro l'Atlético Madrid.
Nel 1998-1999 Heskey invece ha segnato solo 6 gol in campionato e 9 totali, suscitando le critiche dei media per lo scarso apporto in fase realizzativa. Nel febbraio 2000 ha vinto la sua seconda Coppa di Lega inglese.

#### Liverpool
Nel marzo 2000 Heskey è stato acquistato dal Liverpool per 11 milioni di sterline, che all'epoca rappresentava un record per un acquisto da parte del club del Merseyside. Ha esordito con la nuova squadra l'11 marzo 2000 contro il Sunderland e segnato il primo gol il 1º aprile contro il Coventry City, terminando la stagione con 12 presenze e 3 reti.
Nella stagione 2000-2001 Heskey è stato il secondo miglior realizzatore del Liverpool con 22 reti totali dietro Michael Owen (24) e ha vinto la FA Cup, la Coppa di Lega inglese e la Coppa UEFA.
All'inizio della stagione 2001-2002 Heskey ha conquistato il Charity Shield contro il Manchester United e la Supercoppa UEFA contro il Bayern Monaco, partita nella quale ha segnato la seconda rete dei Reds. A fine stagione ha totalizzato 10 gol in 39 partite giocate.
Nella stagione 2002–2003, nella quale ha vinto la quarta Coppa di Lega inglese in carriera, Heskey ha segnato solo 9 gol in 51 partite per poi riprendersi dal punto di vista realizzativo nel 2003-2004 con 12 gol in 47 incontri disputati.

#### Birmingham City
Nel 2004 Heskey ha firmato un contratto quinquennale con il Birmingham City che ha versato inizialmente al Liverpool 3,5 milioni di sterline. Ha esordito con il Birmingham City il 14 agosto 2004 contro il Portsmouth (1-1) e ha segnato la prima rete per la nuova squadra con un colpo di testa contro il Manchester City (1–0). A fine stagione è risultato il miglior marcatore del Birmingham City con 11 gol realizzati.
Nella stagione 2005-2006, terminata con la retrocessione del Birmingham City in Football League Championship, Heskey ha segnato solo 4 gol in 34 partite di campionato.

#### Wigan Athletic

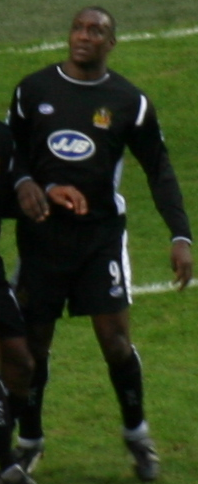
Heskey con la maglia del Wigan

Il 7 luglio 2006 il Wigan Athletic ha acquistato Heskey dal Birmingham City per 5,5 milioni di sterline.
Ha esordito nel Wigan il 19 agosto 2006 nella partita persa 2-1 contro il Newcastle. Il 26 agosto seguente, durante la sua 500ª presenza in campionato, Heskey ha realizzato la prima rete per il Wigan contro il Reading. Nella stagione 2006-2007, conclusasi con la salvezza del Wigan per la miglior differenza reti nei confronti dello Sheffield United, ha totalizzato 36 presenze e segnato 8 gol. Nella stagione seguente, invece, è stato autore di 4 reti in 28 partite.
Il 1º novembre 2008 ha segnato il suo 100º gol in Premier League nella partita contro il Portsmouth.

#### Aston Villa

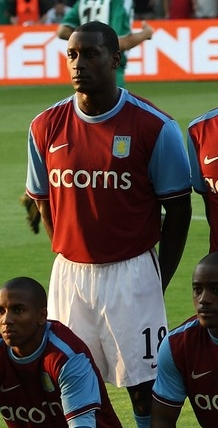
Heskey con la maglia dell'Aston Villa

Il 23 gennaio 2009 Heskey è stato acquistato per 3,5 milioni di sterline dall'Aston Villa, con cui ha firmato un contratto di 3 anni e 6 mesi.
Ha esordito con la nuova maglia il 27 gennaio 2009 contro il Portsmouth, segnando la rete del definitivo 1-0. Heskey ha concluso i primi 6 mesi a Birmingham totalizzando 14 presenze e 2 gol, mentre nella stagione successiva è sceso in campo in 42 occasioni e ha realizzato 5 reti. Al termine della stagione 2011-2012 lascia il club di Birmingham.

#### Newcastle Jets
Il 18 settembre 2012, rimasto svincolato dopo la scadenza del suo contratto con l'Aston Villa, viene ingaggiato dai Newcastle United Jets, squadra militante in A-League, la massima divisione del campionato australiano. Segna il suo primo goal alla seconda giornata contro il Sydney F.C.

#### Bolton
Il 24 dicembre 2014 firma un contratto di sei mesi con il Bolton; rimane nel club fino al termine della stagione 2015-2016, conclusasi con la retrocessione in terza serie della squadra.

### Nazionale
Heskey ha giocato nelle Nazionali giovanili dell'Inghilterra, disputando 4 partite con l'Under-16 con cui ha preso anche parte all'Europeo Under-16 del 1994, 8 partite nell'Under-18 nelle quali ha realizzato 5 gol e 17 partite con 6 reti nell'Under-21. Nel febbraio 1998 ha disputato anche una partita con la Nazionale B contro il Cile, persa per 2-1, nella quale ha segnato il gol degli inglesi al 90º minuto di gioco.

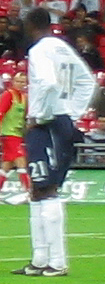
Heskey con la maglia della Nazionale inglese contro la Repubblica Ceca

Heskey è stato convocato per la prima volta in Nazionale maggiore per l'amichevole contro la Repubblica Ceca del 18 novembre 1998, nella quale non è sceso in campo. Ha esordito in Nazionale il 28 aprile 1999 a Budapest in amichevole contro l'Ungheria e il 23 febbraio 2000 contro l'Argentina ha disputato la prima partita da titolare con la maglia della Nazionale maggiore inglese. Il 3 giugno 2000 Heskey ha segnato il primo gol in Nazionale nella gara contro Malta.
Nel 2000 è stato convocato dal commissario tecnico Kevin Keegan per gli Europei, durante i quali è sceso in campo in due occasioni, in entrambi i casi partendo dalla panchina.
Sotto la gestione di Sven-Göran Eriksson Heskey ha fatto parte della selezione per i Mondiali 2002 in Corea del Sud e Giappone, dove ha disputato da titolare tutte e 5 le partite dell'Inghilterra segnando la rete del definitivo 3-0 negli ottavi di finale contro la Danimarca, e per gli Europei 2004, nei quali ha disputato una sola partita.
Il 3 giugno 2003, in occasione della partita contro la Serbia e Montenegro a Leicester, dopo la sostituzione di Michael Owen ha indossato la fascia di capitano.
Durante la gestione di Steve McClaren è stato convocato solo sporadicamente, disputando solo 2 partite. Nel 2007 è diventato il primo calciatore a giocare nella Nazionale inglese mentre militava al Wigan.
Dopo il cambio di commissario tecnico da McClaren a Fabio Capello, Heskey è nuovamente tornato ad essere convocato regolarmente in Nazionale. Il 15 ottobre 2008, nella gara di qualificazione al Mondiale 2010 contro la Bielorussia, ha disputato la 50ª partita in Nazionale.
Nel 2010 è stato inserito da Capello tra i convocati per la fase finale del Mondiale in Sudafrica. Durante la competizione è sceso in campo in tutte le 4 partite disputate dall'Inghilterra giocando le prime due come titolare.
Il 16 luglio 2010 Heskey ha annunciato il suo addio alla Nazionale.

## Statistiche

### Presenze e reti nei club
| Stagione               | Squadra                | Campionato             | Campionato | Campionato | Coppe nazionali | Coppe nazionali | Coppe nazionali | Coppe continentali | Coppe continentali | Coppe continentali | Altre coppe | Altre coppe | Altre coppe | Totale | Totale |
| Stagione               | Squadra                | Comp                   | Pres       | Reti       | Comp            | Pres            | Reti            | Comp               | Pres               | Reti               | Comp        | Pres        | Reti        | Pres   | Reti   |
| ---------------------- | ---------------------- | ---------------------- | ---------- | ---------- | --------------- | --------------- | --------------- | ------------------ | ------------------ | ------------------ | ----------- | ----------- | ----------- | ------ | ------ |
| 1994-1995              | Leicester City         | PL                     | 1          | 0          | FACup+CdL       | 0               | 0               | -                  | -                  | -                  | -           | -           | -           | 1      | 0      |
| 1995-1996              | Leicester City         | FD                     | 30+3       | 7+0        | FACup+CdL       | 0+2             | 0               | -                  | -                  | -                  | -           | -           | -           | 35     | 7      |
| 1996-1997              | Leicester City         | PL                     | 35         | 10         | FACup+CdL       | 3+9             | 0+2             | -                  | -                  | -                  | -           | -           | -           | 47     | 12     |
| 1997-1998              | Leicester City         | PL                     | 35         | 10         | FACup+CdL       | 2+0             | 0               | CU                 | 2                  | 0                  | -           | -           | -           | 39     | 10     |
| 1998-1999              | Leicester City         | PL                     | 30         | 6          | FACup+CdL       | 2+8             | 0+3             | -                  | -                  | -                  | -           | -           | -           | 40     | 9      |
| 1999-mar. 2000         | Leicester City         | PL                     | 23         | 7          | FACup+CdL       | 4+8             | 0+1             | -                  | -                  | -                  | -           | -           | -           | 35     | 8      |
| Totale Leicester City  | Totale Leicester City  | Totale Leicester City  | 154+3      | 40         |                 | 38              | 6               |                    | 2                  | 0                  |             | -           | -           | 197    | 46     |
| mar.-giu. 2000         | Liverpool              | PL                     | 12         | 3          | FACup+CdL       | 0               | 0               | -                  | -                  | -                  | -           | -           | -           | 12     | 3      |
| 2000-2001              | Liverpool              | PL                     | 36         | 14         | FACup+CdL       | 5+4             | 5+0             | CU                 | 10                 | 3                  | -           | -           | -           | 55     | 22     |
| 2001-2002              | Liverpool              | PL                     | 35         | 9          | FACup+CdL       | 2+1             | 0               | UCL                | 17                 | 5                  | CS          | 1           | 0           | 56     | 14     |
| 2002-2003              | Liverpool              | PL                     | 32         | 6          | FACup+CdL       | 3+5             | 0               | UCL+CU             | 11                 | 3                  | CS          | 1           | 0           | 52     | 9      |
| 2003-2004              | Liverpool              | PL                     | 35         | 7          | FACup+CdL       | 4+2             | 1+2             | UCL                | 6                  | 2                  | -           | -           | -           | 47     | 12     |
| Totale Liverpool       | Totale Liverpool       | Totale Liverpool       | 150        | 39         |                 | 26              | 8               |                    | 44                 | 13                 |             | 2           | 0           | 222    | 60     |
| 2004-2005              | Birmingham City        | PL                     | 34         | 10         | FACup+CdL       | 2+2             | 1+0             | -                  | -                  | -                  | -           | -           | -           | 38     | 11     |
| 2005-2006              | Birmingham City        | PL                     | 34         | 4          | FACup+CdL       | 3+3             | 0+1             | -                  | -                  | -                  | -           | -           | -           | 40     | 5      |
| Totale Birmingham City | Totale Birmingham City | Totale Birmingham City | 68         | 14         |                 | 10              | 2               |                    | -                  | -                  |             | -           | -           | 78     | 16     |
| 2006-2007              | Wigan Athletic         | PL                     | 34         | 8          | FACup+CdL       | 1+1             | 0               | -                  | -                  | -                  | -           | -           | -           | 36     | 8      |
| 2007-2008              | Wigan Athletic         | PL                     | 28         | 4          | FACup+CdL       | 2+0             | 0               | -                  | -                  | -                  | -           | -           | -           | 30     | 4      |
| 2008-gen. 2009         | Wigan Athletic         | PL                     | 20         | 3          | FACup+CdL       | 0+2             | 0               | -                  | -                  | -                  | -           | -           | -           | 22     | 3      |
| Totale Wigan Athletic  | Totale Wigan Athletic  | Totale Wigan Athletic  | 82         | 15         |                 | 6               | 0               |                    | -                  | -                  |             | -           | -           | 88     | 15     |
| gen.-giu. 2009         | Aston Villa            | PL                     | 14         | 2          | FACup+CdL       | 0               | 0               | -                  | -                  | -                  | -           | -           | -           | 14     | 2      |
| 2009-2010              | Aston Villa            | PL                     | 31         | 3          | FACup+CdL       | 4+5             | 0+2             | UEL                | 2                  | 0                  | -           | -           | -           | 42     | 5      |
| 2010-2011              | Aston Villa            | PL                     | 19         | 3          | FACup+CdL       | 2+2             | 0+2             | UEL                | 2                  | 1                  | -           | -           | -           | 25     | 6      |
| 2011-2012              | Aston Villa            | PL                     | 28         | 1          | FACup+CdL       | 1+0             | 0               | -                  | -                  | -                  | -           | -           | -           | 29     | 1      |
| Totale Aston Villa     | Totale Aston Villa     | Totale Aston Villa     | 92         | 9          |                 | 14              | 4               |                    | 4                  | 1                  |             | -           | -           | 110    | 14     |
| 2012-2013              | Newcastle Jets         | AL                     | 23         | 9          | -               | -               | -               | -                  | -                  | -                  | -           | -           | -           | 23     | 9      |
| 2013-2014              | Newcastle Jets         | AL                     | 18         | 1          | -               | -               | -               | -                  | -                  | -                  | -           | -           | -           | 18     | 1      |
| Totale Newcastle Jets  | Totale Newcastle Jets  | Totale Newcastle Jets  | 41         | 10         |                 | -               | -               |                    | -                  | -                  |             | -           | -           | 41     | 10     |
| gen.-giu. 2015         | Bolton                 | FLC                    | 16         | 1          | FACup+CdL       | 2+0             | 0               | -                  | -                  | -                  | -           | -           | -           | 18     | 1      |
| 2015-2016              | Bolton                 | FLC                    | 30         | 2          | FACup+CdL       | 0+1             | 0+0             | -                  | -                  | -                  | -           | -           | -           | 31     | 2      |
| Totale Bolton          | Totale Bolton          | Totale Bolton          | 46         | 3          |                 | 3               | 0               |                    | -                  | -                  |             | -           | -           | 49     | 3      |
| Totale carriera        | Totale carriera        | Totale carriera        | 636        | 130        |                 | 97              | 20              |                    | 50                 | 14                 |             | 2           | 0           | 785    | 157    |

### Cronologia presenze e reti in nazionale
| Cronologia completa delle presenze e delle reti in nazionale ― Inghilterra | Cronologia completa delle presenze e delle reti in nazionale ― Inghilterra | Cronologia completa delle presenze e delle reti in nazionale ― Inghilterra | Cronologia completa delle presenze e delle reti in nazionale ― Inghilterra | Cronologia completa delle presenze e delle reti in nazionale ― Inghilterra | Cronologia completa delle presenze e delle reti in nazionale ― Inghilterra | Cronologia completa delle presenze e delle reti in nazionale ― Inghilterra | Cronologia completa delle presenze e delle reti in nazionale ― Inghilterra |
| Data                                                                       | Città                                                                      | In casa                                                                    | Risultato                                                                  | Ospiti                                                                     | Competizione                                                               | Reti                                                                       | Note                                                                       |
| -------------------------------------------------------------------------- | -------------------------------------------------------------------------- | -------------------------------------------------------------------------- | -------------------------------------------------------------------------- | -------------------------------------------------------------------------- | -------------------------------------------------------------------------- | -------------------------------------------------------------------------- | -------------------------------------------------------------------------- |
| 28-4-1999                                                                  | Budapest                                                                   | Ungheria                                                                   | 1 – 1                                                                      | Inghilterra                                                                | Amichevole                                                                 | -                                                                          |                                                                            |
| 9-6-1999                                                                   | Sofia                                                                      | Bulgaria                                                                   | 1 – 1                                                                      | Inghilterra                                                                | Qual. Euro 2000                                                            | -                                                                          |                                                                            |
| 10-10-1999                                                                 | Sunderland                                                                 | Inghilterra                                                                | 2 – 1                                                                      | Belgio                                                                     | Amichevole                                                                 | -                                                                          |                                                                            |
| 17-11-1999                                                                 | Londra                                                                     | Inghilterra                                                                | 0 – 1                                                                      | Scozia                                                                     | Qual. Euro 2000                                                            | -                                                                          |                                                                            |
| 23-2-2000                                                                  | Londra                                                                     | Inghilterra                                                                | 0 – 0                                                                      | Argentina                                                                  | Amichevole                                                                 | -                                                                          |                                                                            |
| 31-5-2000                                                                  | Londra                                                                     | Inghilterra                                                                | 2 – 0                                                                      | Ucraina                                                                    | Amichevole                                                                 | -                                                                          |                                                                            |
| 3-6-2000                                                                   | Ta' Qali                                                                   | Malta                                                                      | 1 – 2                                                                      | Inghilterra                                                                | Amichevole                                                                 | 1                                                                          |                                                                            |
| 12-6-2000                                                                  | Eindhoven                                                                  | Portogallo                                                                 | 3 – 2                                                                      | Inghilterra                                                                | Euro 2000 - 1º turno                                                       | -                                                                          |                                                                            |
| 20-6-2000                                                                  | Charleroi                                                                  | Romania                                                                    | 3 – 2                                                                      | Inghilterra                                                                | Euro 2000 - 1º turno                                                       | -                                                                          |                                                                            |
| 11-10-2000                                                                 | Helsinki                                                                   | Finlandia                                                                  | 0 – 0                                                                      | Inghilterra                                                                | Qual. Mondiali 2002                                                        | -                                                                          |                                                                            |
| 15-11-2000                                                                 | Torino                                                                     | Italia                                                                     | 1 – 0                                                                      | Inghilterra                                                                | Amichevole                                                                 | -                                                                          |                                                                            |
| 28-2-2001                                                                  | Birmingham                                                                 | Inghilterra                                                                | 3 – 0                                                                      | Spagna                                                                     | Amichevole                                                                 | 1                                                                          |                                                                            |
| 24-3-2001                                                                  | Liverpool                                                                  | Inghilterra                                                                | 2 – 1                                                                      | Finlandia                                                                  | Qual. Mondiali 2002                                                        | -                                                                          |                                                                            |
| 28-3-2001                                                                  | Tirana                                                                     | Albania                                                                    | 1 – 3                                                                      | Inghilterra                                                                | Qual. Mondiali 2002                                                        | -                                                                          |                                                                            |
| 25-5-2001                                                                  | Derby                                                                      | Inghilterra                                                                | 4 – 0                                                                      | Messico                                                                    | Amichevole                                                                 | -                                                                          |                                                                            |
| 6-6-2001                                                                   | Atene                                                                      | Grecia                                                                     | 0 – 2                                                                      | Inghilterra                                                                | Qual. Mondiali 2002                                                        | -                                                                          |                                                                            |
| 1-9-2001                                                                   | Monaco di Baviera                                                          | Germania                                                                   | 1 – 5                                                                      | Inghilterra                                                                | Qual. Mondiali 2002                                                        | 1                                                                          |                                                                            |
| 5-9-2001                                                                   | Newcastle upon Tyne                                                        | Inghilterra                                                                | 2 – 0                                                                      | Albania                                                                    | Qual. Mondiali 2002                                                        | -                                                                          |                                                                            |
| 6-10-2001                                                                  | Manchester                                                                 | Inghilterra                                                                | 2 – 2                                                                      | Grecia                                                                     | Qual. Mondiali 2002                                                        | -                                                                          |                                                                            |
| 10-11-2001                                                                 | Manchester                                                                 | Inghilterra                                                                | 1 – 1                                                                      | Svezia                                                                     | Amichevole                                                                 | -                                                                          |                                                                            |
| 13-2-2002                                                                  | Amsterdam                                                                  | Paesi Bassi                                                                | 1 – 1                                                                      | Inghilterra                                                                | Amichevole                                                                 | -                                                                          |                                                                            |
| 27-3-2002                                                                  | Leeds                                                                      | Inghilterra                                                                | 1 – 2                                                                      | Italia                                                                     | Amichevole                                                                 | -                                                                          |                                                                            |
| 21-5-2002                                                                  | Seogwipo                                                                   | Corea del Sud                                                              | 1 – 1                                                                      | Inghilterra                                                                | Amichevole                                                                 | -                                                                          |                                                                            |
| 26-5-2002                                                                  | Kōbe                                                                       | Inghilterra                                                                | 2 – 2                                                                      | Camerun                                                                    | Amichevole                                                                 | -                                                                          |                                                                            |
| 2-6-2002                                                                   | Saitama                                                                    | Inghilterra                                                                | 1 – 1                                                                      | Svezia                                                                     | Mondiali 2002 - 1º turno                                                   | -                                                                          |                                                                            |
| 7-6-2002                                                                   | Sapporo                                                                    | Argentina                                                                  | 0 – 1                                                                      | Inghilterra                                                                | Mondiali 2002 - 1º turno                                                   | -                                                                          |                                                                            |
| 12-6-2002                                                                  | Osaka                                                                      | Nigeria                                                                    | 0 – 0                                                                      | Inghilterra                                                                | Mondiali 2002 - 1º turno                                                   | -                                                                          |                                                                            |
| 15-6-2002                                                                  | Niigata                                                                    | Danimarca                                                                  | 0 – 3                                                                      | Inghilterra                                                                | Mondiali 2002 - Ottavi di finale                                           | 1                                                                          |                                                                            |
| 21-6-2002                                                                  | Fukuroi                                                                    | Inghilterra                                                                | 1 – 2                                                                      | Brasile                                                                    | Mondiali 2002 - Quarti di finale                                           | -                                                                          |                                                                            |
| 7-9-2002                                                                   | Birmingham                                                                 | Inghilterra                                                                | 2 – 2                                                                      | Portogallo                                                                 | Amichevole                                                                 | -                                                                          |                                                                            |
| 12-10-2002                                                                 | Bratislava                                                                 | Slovacchia                                                                 | 1 – 2                                                                      | Inghilterra                                                                | Qual. Euro 2004                                                            | -                                                                          |                                                                            |
| 29-3-2003                                                                  | Vaduz                                                                      | Liechtenstein                                                              | 0 – 2                                                                      | Inghilterra                                                                | Qual. Euro 2004                                                            | -                                                                          |                                                                            |
| 22-5-2003                                                                  | Durban                                                                     | Sudafrica                                                                  | 1 – 2                                                                      | Inghilterra                                                                | Amichevole                                                                 | 1                                                                          |                                                                            |
| 3-6-2003                                                                   | Leicester                                                                  | Inghilterra                                                                | 2 – 1                                                                      | Serbia e Montenegro                                                        | Amichevole                                                                 | -                                                                          |                                                                            |
| 20-8-2003                                                                  | Ipswich                                                                    | Inghilterra                                                                | 3 – 1                                                                      | Croazia                                                                    | Amichevole                                                                 | -                                                                          |                                                                            |
| 6-9-2003                                                                   | Skopje                                                                     | Macedonia                                                                  | 1 – 2                                                                      | Inghilterra                                                                | Qual. Euro 2004                                                            | -                                                                          |                                                                            |
| 11-10-2003                                                                 | Istanbul                                                                   | Turchia                                                                    | 0 – 0                                                                      | Inghilterra                                                                | Qual. Euro 2004                                                            | -                                                                          |                                                                            |
| 16-11-2003                                                                 | Manchester                                                                 | Inghilterra                                                                | 2 – 3                                                                      | Danimarca                                                                  | Amichevole                                                                 | -                                                                          |                                                                            |
| 18-2-2004                                                                  | Faro                                                                       | Portogallo                                                                 | 1 – 1                                                                      | Inghilterra                                                                | Amichevole                                                                 | -                                                                          |                                                                            |
| 31-3-2004                                                                  | Göteborg                                                                   | Svezia                                                                     | 1 – 1                                                                      | Inghilterra                                                                | Amichevole                                                                 | -                                                                          |                                                                            |
| 1-6-2004                                                                   | Manchester                                                                 | Inghilterra                                                                | 1 – 1                                                                      | Giappone                                                                   | Amichevole                                                                 | -                                                                          |                                                                            |
| 5-6-2004                                                                   | Manchester                                                                 | Inghilterra                                                                | 6 – 1                                                                      | Islanda                                                                    | Amichevole                                                                 | -                                                                          |                                                                            |
| 13-6-2004                                                                  | Lisbona                                                                    | Francia                                                                    | 2 – 1                                                                      | Inghilterra                                                                | Euro 2004 - 1º turno                                                       | -                                                                          |                                                                            |
| 8-9-2007                                                                   | Londra                                                                     | Inghilterra                                                                | 3 – 0                                                                      | Israele                                                                    | Qual. Euro 2008                                                            | -                                                                          |                                                                            |
| 12-9-2007                                                                  | Londra                                                                     | Inghilterra                                                                | 3 – 0                                                                      | Russia                                                                     | Qual. Euro 2008                                                            | -                                                                          |                                                                            |
| 20-8-2008                                                                  | Londra                                                                     | Inghilterra                                                                | 2 – 2                                                                      | Rep. Ceca                                                                  | Amichevole                                                                 | -                                                                          |                                                                            |
| 6-9-2008                                                                   | Barcellona                                                                 | Andorra                                                                    | 0 – 2                                                                      | Inghilterra                                                                | Qual. Mondiali 2010                                                        | -                                                                          |                                                                            |
| 10-9-2008                                                                  | Zagabria                                                                   | Croazia                                                                    | 1 – 4                                                                      | Inghilterra                                                                | Qual. Mondiali 2010                                                        | -                                                                          |                                                                            |
| 11-10-2008                                                                 | Londra                                                                     | Inghilterra                                                                | 5 – 2                                                                      | Kazakistan                                                                 | Qual. Mondiali 2010                                                        | -                                                                          |                                                                            |
| 15-10-2008                                                                 | Minsk                                                                      | Bielorussia                                                                | 1 – 3                                                                      | Inghilterra                                                                | Qual. Mondiali 2010                                                        | -                                                                          |                                                                            |
| 11-2-2009                                                                  | Siviglia                                                                   | Spagna                                                                     | 2 – 0                                                                      | Inghilterra                                                                | Amichevole                                                                 | -                                                                          |                                                                            |
| 28-3-2009                                                                  | Londra                                                                     | Inghilterra                                                                | 4 – 0                                                                      | Slovacchia                                                                 | Amichevole                                                                 | 1                                                                          |                                                                            |
| 6-6-2009                                                                   | Almaty                                                                     | Kazakistan                                                                 | 0 – 4                                                                      | Inghilterra                                                                | Qual. Mondiali 2010                                                        | 1                                                                          |                                                                            |
| 12-8-2009                                                                  | Amsterdam                                                                  | Paesi Bassi                                                                | 2 – 2                                                                      | Inghilterra                                                                | Amichevole                                                                 | -                                                                          |                                                                            |
| 5-9-2009                                                                   | Londra                                                                     | Inghilterra                                                                | 2 – 1                                                                      | Slovenia                                                                   | Amichevole                                                                 | -                                                                          |                                                                            |
| 9-9-2009                                                                   | Londra                                                                     | Inghilterra                                                                | 5 – 1                                                                      | Croazia                                                                    | Qual. Mondiali 2010                                                        | -                                                                          |                                                                            |
| 10-10-2009                                                                 | Dnipropetrovs'k                                                            | Ucraina                                                                    | 1 – 0                                                                      | Inghilterra                                                                | Qual. Mondiali 2010                                                        | -                                                                          |                                                                            |
| 30-5-2010                                                                  | Graz                                                                       | Giappone                                                                   | 1 – 2                                                                      | Inghilterra                                                                | Amichevole                                                                 | -                                                                          |                                                                            |
| 12-6-2010                                                                  | Rustenburg                                                                 | Inghilterra                                                                | 1 – 1                                                                      | Stati Uniti                                                                | Mondiali 2010 - 1º turno                                                   | -                                                                          |                                                                            |
| 18-6-2010                                                                  | Città del Capo                                                             | Inghilterra                                                                | 0 – 0                                                                      | Algeria                                                                    | Mondiali 2010 - 1º turno                                                   | -                                                                          |                                                                            |
| 23-6-2010                                                                  | Port Elizabeth                                                             | Slovenia                                                                   | 0 – 1                                                                      | Inghilterra                                                                | Mondiali 2010 - 1º turno                                                   | -                                                                          |                                                                            |
| 27-6-2010                                                                  | Bloemfontein                                                               | Germania                                                                   | 4 – 1                                                                      | Inghilterra                                                                | Mondiali 2010 - Ottavi di finale                                           | -                                                                          |                                                                            |
| Totale                                                                     |                                                                            | Presenze                                                                   | 62                                                                         |                                                                            | Reti                                                                       | 7                                                                          |                                                                            |

## Palmarès

### Club

#### Competizioni nazionali
- Coppa di Lega inglese: 4

Leicester City: 1996-1997, 1999-2000
Liverpool: 2000-2001, 2002-2003
- Coppa d'Inghilterra: 1

Liverpool: 2000-2001
- Charity Shield: 1

Liverpool: 2001

#### Competizioni internazionali
- Coppa UEFA: 1

Liverpool: 2000-2001
- Supercoppa UEFA: 1

Liverpool: 2001